# Tornado i segling vid olympiska sommarspelen 2000
Tävlingarna i tornado i segling vid olympiska sommarspelen 2000 avgjordes 17–24 september 2000 i Sydney.

## Medaljörer
| Event   | Guld                                         | Silver                               | Brons                                |
| Tornado | Roman Hagara och Hans-Peter Steinacher (AUT) | Darren Bundock och John Forbes (AUS) | Roland Gäbler och René Schwall (GER) |

## Resultat
| Plats | Namn & nationalitet                                   | Roll               | 1         | 2         | 3   | 4   | 5   | 6   | 7         | 8         | 9   | 10        | 11        | Totalt | Netto |
| ----- | ----------------------------------------------------- | ------------------ | --------- | --------- | --- | --- | --- | --- | --------- | --------- | --- | --------- | --------- | ------ | ----- |
| 01    | Roman Hagara & · Hans-Peter Steinacher (AUT)          | Styrman Besättning | 3         | 1         | 2   | 1   | 1   | 4   | 1         | 1         | 2   | DNC (-17) | DNC (-17) | 50     | 16    |
| 02    | Darren Bundock & · John Forbes (AUS)                  | Styrman Besättning | 1         | 3         | 4   | 4   | 4   | -7  | 2         | 4         | -5  | 2         | 1         | 37     | 25    |
| 03    | Roland Gaebler & · Rene Schwall (GER)                 | Styrman Besättning | -10       | 4         | 8   | 5   | 3   | -11 | 7         | 2         | 1   | 1         | 7         | 59     | 38    |
| 4     | Pierre Pennec & · Yann Guichard (FRA)                 | Styrman Besättning | 4         | 8         | -13 | 2   | 5   | 3   | 3         | -9        | 4   | 6         | 8         | 65     | 43    |
| 5     | Chris Dickson & · Glen Sowry (NZL)                    | Styrman Besättning | 5         | 2         | 7   | -15 | 10  | 1   | 5         | 7         | -12 | 3         | 6         | 73     | 46    |
| 6     | Hugh Styles & · Adam May (GBR)                        | Styrman Besättning | 2         | 5         | 3   | 10  | 7   | 6   | OCS (-17) | DSQ (-17) | 10  | 7         | 3         | 87     | 53    |
| 7     | John Lovell & · Charlie Ogletree (USA)                | Styrman Besättning | 8         | 6         | 5   | 8   | 2   | 10  | -11       | 11        | 3   | DSQ (-17) | 4         | 85     | 57    |
| 8     | Enrique Figueroa & · Pedro Colon Hernandez (PUR)      | Styrman Besättning | -11       | 11        | 1   | 7   | 9   | 2   | 4         | 8         | -13 | 11        | 5         | 82     | 58    |
| 9     | Fernando Leon & · Jose Luis Ballester (ESP)           | Styrman Besättning | 7         | 9         | 9   | -14 | 6   | -12 | 9         | 3         | 9   | 4         | 2         | 84     | 58    |
| 10    | Santiago Lange & · Mariano Parada (ARG)               | Styrman Besättning | 6         | 13        | 10  | 3   | 8   | 5   | 6         | OCS (-17) | -15 | 14        | 10        | 107    | 75    |
| 11    | Mauricio Oliveira & · Henrique Pellicano (BRA)        | Styrman Besättning | OCS (-17) | 7         | 6   | 9   | 16  | 13  | OCS (-17) | 5         | 6   | 5         | 11        | 112    | 78    |
| 12    | Martin Strandberg & · Magnus Lovden (SWE)             | Styrman Besättning | 9         | 10        | 12  | 11  | -13 | 8   | OCS (-17) | 10        | 8   | 8         | 12        | 118    | 88    |
| 13    | Stig Raagaard Hansen & · Helene Raagaard Hansen (DEN) | Styrman Besättning | 14        | 15        | -16 | 6   | 11  | 9   | 10        | 12        | 7   | 12        | OCS (-17) | 129    | 96    |
| 14    | Lorenzo Giacomo Bodini & · Marco Bruno Bodini (ITA)   | Styrman Besättning | OCS (-17) | 12        | 11  | 12  | 12  | 15  | OCS (-17) | 6         | 11  | 10        | 9         | 132    | 98    |
| 15    | Konstantin Emelianov & · Alexandre Ianine (RUS)       | Styrman Besättning | 12        | OCS (-17) | 14  | -16 | 14  | 14  | 8         | 13        | 16  | 13        | 14        | 151    | 118   |
| 16    | Hugo Rocha & · Nuno Barreto (POR)                     | Styrman Besättning | 13        | 14        | 15  | 13  | 15  | 16  | OCS (-17) | OCS (-17) | 14  | 9         | 13        | 156    | 122   |